# Campeonato Europeu de Halterofilismo de 1988
O Campeonato Europeu de Halterofilismo de 1988 foi a 67ª edição do campeonato, sendo organizado pela Federação Europeia de Halterofilismo, em Cardiff, no Reino Unido, entre 26 de abril a 3 de maio de 1988. Foram disputadas 10 categorias com a presença de 175 halterofilistas de 25 nacionalidades no eveno masculino. Esse ano ocorreu a 1ª edição do Campeonato Europeu de Halterofilismo feminino, sendo organizado pela Federação Europeia de Halterofilismo, na cidade de San Marino em San Marino. A edição feminina contou com nove categorias.

## Medalhistas

### Masculino
| Evento                       | Ouro                                     | Ouro              | Prata                              | Prata             | Bronze                                 | Bronze            |
| Mosca (até 52 kg)            | Mosca (até 52 kg)                        | Mosca (até 52 kg) | Mosca (até 52 kg)                  | Mosca (até 52 kg) | Mosca (até 52 kg)                      | Mosca (até 52 kg) |
| ---------------------------- | ---------------------------------------- | ----------------- | ---------------------------------- | ----------------- | -------------------------------------- | ----------------- |
| Arranque                     | Sevdalin Marinov · Bulgária              | 115,0 kg          | Traian Cihărean · Roménia          | 110,0 kg          | Bela Olah · Hungria                    | 105,0 kg          |
| Arremesso                    | Sevdalin Marinov · Bulgária              | 145,0 kg          | Traian Cihărean · Roménia          | 140,0 kg          | Bela Olah · Hungria                    | 127,5 kg          |
| Total                        | Sevdalin Marinov · Bulgária              | 260,0 kg          | Traian Cihărean · Roménia          | 250,0 kg          | Bela Olah · Hungria                    | 232,5 kg          |
| Galo (até 56 kg)             |                                          |                   |                                    |                   |                                        |                   |
| Arranque                     | Mitko Grablev · Bulgária                 | 120,0 kg          | Neno Terziyski · Bulgária          | 120,0 kg          | Dimitru Negreanu · Roménia             | 115,0 kg          |
| Arremesso                    | Mitko Grablev · Bulgária                 | 167,5 kg          | Neno Terziyski · Bulgária          | 167,5 kg          | Andreas Letz · Alemanha Oriental       | 145,0 kg          |
| Total                        | Mitko Grablev · Bulgária                 | 287,5 kg          | Neno Terziyski · Bulgária          | 287,5 kg          | Dimitru Negreanu · Roménia             | 257,5 kg          |
| Pena (até 60 kg)             |                                          |                   |                                    |                   |                                        |                   |
| Arranque                     | Naim Süleymanoğlu · Turquia              | 150,0 kg          | Stefan Topurov · Bulgária          | 145,0 kg          | Attila Czanka · Roménia                | 140,0 kg          |
| Arremesso                    | Naim Süleymanoğlu · Turquia              | 180,0 kg          | Stefan Topurov · Bulgária          | 177,5 kg          | Attila Czanka · Roménia                | 175,0 kg          |
| Total                        | Naim Süleymanoğlu · Turquia              | 330,0 kg          | Stefan Topurov · Bulgária          | 322,5 kg          | Attila Czanka · Roménia                | 315,0 kg          |
| Leve (até 67,5 kg)           |                                          |                   |                                    |                   |                                        |                   |
| Arranque                     | Valery Yurov · União Soviética           | 147,5 kg          | Joachim Kunz · Alemanha Oriental   | 142,5 kg          | Bogdan Bakula · Polónia                | 137,5 kg          |
| Arremesso                    | Valery Yurov · União Soviética           | 180,0 kg          | Joachim Kunz · Alemanha Oriental   | 177,5 kg          | Reijo Kiiskilä · Finlândia             | 165,0 kg          |
| Total                        | Valery Yurov · União Soviética           | 327,5 kg          | Joachim Kunz · Alemanha Oriental   | 320,0 kg          | Bogdan Bakula · Polónia                | 302,5 kg          |
| Médio (até 75 kg)            |                                          |                   |                                    |                   |                                        |                   |
| Arranque                     | Angel Genchev · Bulgária                 | 162,5 kg          | Andrei Socaci · Roménia            | 160,0 kg          | Waldemar Kosiński · Polónia            | 157,5 kg          |
| Arremesso                    | Angel Genchev · Bulgária                 | 210,0 kg          | Andrei Socaci · Roménia            | 190,0 kg          | Waldemar Kosiński · Polónia            | 185,0 kg          |
| Total                        | Angel Genchev · Bulgária                 | 372,5 kg          | Andrei Socaci · Roménia            | 350,0 kg          | Waldemar Kosiński · Polónia            | 342,5 kg          |
| Pesado-ligeiro (até 82,5 kg) |                                          |                   |                                    |                   |                                        |                   |
| Arranque                     | Sergey Li · União Soviética              | 175,0 kg          | Constantin Urdas · Roménia         | 172,5 kg          | Alexander Gusakov · União Soviética    | 170,0 kg          |
| Arremesso                    | Constantin Urdas · Roménia               | 215,0 kg          | Sergey Li · União Soviética        | 210,0 kg          | Alexander Gusakov · União Soviética    | 205,0 kg          |
| Total                        | Constantin Urdas · Roménia               | 387,5 kg          | Sergey Li · União Soviética        | 385,0 kg          | Alexander Gusakov · União Soviética    | 375,0 kg          |
| Meio-pesado (até 90 kg)      |                                          |                   |                                    |                   |                                        |                   |
| Arranque                     | Ivan Chakarov · Bulgária                 | 187,5 kg          | Anatoly Khrapaty · União Soviética | 185,0 kg          | Rumen Teodosiev · Bulgária             | 180,0 kg          |
| Arremesso                    | Anatoly Khrapaty · União Soviética       | 235,0 kg          | Ivan Chakarov · Bulgária           | 230,0 kg          | Rumen Teodosiev · Bulgária             | 220,0 kg          |
| Total                        | Anatoly Khrapaty · União Soviética       | 420,0 kg          | Ivan Chakarov · Bulgária           | 417,5 kg          | Rumen Teodosiev · Bulgária             | 400,0 kg          |
| Pesado I (até 100 kg)        |                                          |                   |                                    |                   |                                        |                   |
| Arranque                     | Andor Szanyi · Hungria                   | 185,0 kg          | Aleksandr Popov · União Soviética  | 185,0 kg          | Detelin Petrov · Bulgária              | 185,0 kg          |
| Arremesso                    | Detelin Petrov · Bulgária                | 240,0 kg          | Aleksandr Popov · União Soviética  | 237,5 kg          | Andor Szanyi · Hungria                 | 235,0 kg          |
| Total                        | Detelin Petrov · Bulgária                | 425,0 kg          | Aleksandr Popov · União Soviética  | 422,5 kg          | Andor Szanyi · Hungria                 | 420,0 kg          |
| Pesado II (até 110 kg)       |                                          |                   |                                    |                   |                                        |                   |
| Arranque                     | Yury Zakharevich · União Soviética       | 203,5 kg          | Norberto Oberburger · Itália       | 195,0 kg          | Ronny Weller · Alemanha Oriental       | 192,5 kg          |
| Arremesso                    | Yury Zakharevich · União Soviética       | 250,5 kg          | Stefan Botev · Bulgária            | 247,5 kg          | Ronny Weller · Alemanha Oriental       | 242,5 kg          |
| Total                        | Yury Zakharevich · União Soviética       | 452,5 kg          | Stefan Botev · Bulgária            | 437,5 kg          | Ronny Weller · Alemanha Oriental       | 435,0 kg          |
| Superpesado (+ 110 kg)       |                                          |                   |                                    |                   |                                        |                   |
| Arranque                     | Aleksander Levandovski · União Soviética | 210,0 kg          | Leonid Taranenko · União Soviética | 207,5 kg          | Antonio Krastev · Bulgária             | 202,5 kg          |
| Arremesso                    | Manfred Nerlinger · Alemanha Ocidental   | 257,5 kg          | Leonid Taranenko · União Soviética | 255,0 kg          | Antonio Krastev · Bulgária             | 245,0 kg          |
| Total                        | Leonid Taranenko · União Soviética       | 462,5 kg          | Antonio Krastev · Bulgária         | 447,5 kg          | Manfred Nerlinger · Alemanha Ocidental | 442,5 kg          |

### Feminino
| Evento    | Ouro                           | Ouro     | Prata                         | Prata    | Bronze                            | Bronze   |
| --------- | ------------------------------ | -------- | ----------------------------- | -------- | --------------------------------- | -------- |
| 44 kg     | Roberta Sforza · Itália        | 115,0 kg | Marie Hilton · Reino Unido    | 105,0 kg | Heta Haukinen · Finlândia         | 100,0 kg |
| 48 kg     | Sara Duarte · Portugal         | 120,0 kg | Judit Kósa · Hungria          | 117,5 kg | Petra Steinböck · Áustria         | 100,0 kg |
| 52 kg     | Pauline Haughton · Reino Unido | 135,0 kg | Sandra Gómez · Espanha        | 135,0 kg | Edina Jung · Hungria              | 135,0 kg |
| 56 kg     | Marie Forteath · Reino Unido   | 152,5 kg | Stéphanie Genna · França      | 154,0 kg | Heather Allisson · Reino Unido    | 140,0 kg |
| 60 kg     | María Jristoforidu · Grécia    | 162,5 kg | Kristiana Koleva · Bulgária   | 162,5 kg | Ibolya Torma · Hungria            | 162,5 kg |
| 67,5 kg   | Valkana Tosheva · Bulgária     | 200,0 kg | Kameliya Nikolaeva · Bulgária | 197,5 kg | Anikó Triff-Árkosi · Hungria      | 190,0 kg |
| 75 kg     | Milena Trendafilova · Bulgária | 200,0 kg | Senka Asenova · Bulgária      | 195,0 kg | Klara Kollmann · Hungria          | 185,0 kg |
| 82,5 kg   | Milena Mileskova · Bulgária    | 220,0 kg | Maria Ivanova · Bulgária      | 185,0 kg | Sandra Smith-Vokroy · Reino Unido | 172,5 kg |
| + 82,5 kg | Erika Takács · Hungria         | 215,0 kg | Snezhana Vasileva · Bulgária  | 197,5 kg | Veronika Tóbiás · Hungria         | 185,0 kg |

## Quadro de medalhas
Quadro de medalhas no total combinado
| Ordem | País               | Medalha de ouro | Medalha de prata | Medalha de bronze | Total |
| ----- | ------------------ | --------------- | ---------------- | ----------------- | ----- |
| 1     | Bulgária           | 7               | 10               | 1                 | 18    |
| 2     | União Soviética    | 4               | 2                | 1                 | 7     |
| 3     | Reino Unido        | 2               | 1                | 2                 | 5     |
| 4     | Roménia            | 1               | 2                | 2                 | 5     |
| 5     | Hungria            | 1               | 1                | 7                 | 9     |
| 6     | Grécia             | 1               | 0                | 0                 | 1     |
| 6     | Itália             | 1               | 0                | 0                 | 1     |
| 6     | Portugal           | 1               | 0                | 0                 | 1     |
| 6     | Turquia            | 1               | 0                | 0                 | 1     |
| 10    | Alemanha Oriental  | 0               | 1                | 1                 | 2     |
| 11    | Espanha            | 0               | 1                | 0                 | 1     |
| 11    | França             | 0               | 1                | 0                 | 1     |
| 13    | Polónia            | 0               | 0                | 2                 | 2     |
| 14    | Áustria            | 0               | 0                | 1                 | 1     |
| 14    | Finlândia          | 0               | 0                | 1                 | 1     |
| 14    | Alemanha Ocidental | 0               | 0                | 1                 | 1     |
| Total | Total              | 19              | 19               | 19                | 57    |